# Федеральные органы управления образованием в Российской Федерации
В настоящее время, с 15 мая 2018 года, руководство образованием в Российской Федерации на федеральном уровне власти осуществляют Министерство просвещения Российской Федерации (Минпросвещения России) и Министерство науки и высшего образования Российской Федерации (Минобрнауки России). В сферу ответственности первого входят вопросы общего и среднего профессионального образования, а второго — вопросы высшего образования.
До середины мая 2018 года управление образованием в стране осуществляли Министерство образования и науки Российской Федерации (Минобрнауки России; смысл данного сокращённого наименования ныне изменился) и подчинённая ему Федеральная служба по надзору в сфере образования и науки (Рособрнадзор). Эта система сложилась в ходе реформы исполнительной власти в 2004 году. С 2004 по 2010 год существовало также подчинённое Минобрнауки Федеральное агентство по образованию (Рособразование), упразднённое с передачей функций в непосредственное ведение министерства.
С момента образования Российской Федерации до 1996 года руководство образованием осуществляли: в области начального и среднего образования — Министерство образования Российской Федерации (1991—1996); в области высшего и послевузовского образования — Министерство науки, высшей школы и технической политики Российской Федерации (1991—1993) и Государственный комитет по высшему образованию Российской Федерации (1993—1996). После 1996 и до 2004 года функции управления образованием были сосредоточены в Министерство общего и профессионального образования Российской Федерации (1996—1999), позже преобразованном в Министерство образования Российской Федерации (1999—2004).

## 1991—1996 годы

### Министерство образования Российской Федерации (1991—1996)
- 14 июля 1990 года Министерство народного образования РСФСР переименовано в Министерство образования РСФСР [1].
- 10 ноября 1991 года — преобразовано, включив в себя кроме Министерства образования РСФСР также Государственный комитет РСФСР по молодежной политике и Государственный комитет РСФСР по делам науки и высшей школы (в части высшей школы) [2].
- 28 ноября 1991 года вопросы высшей школы переданы в Министерство науки, высшей школы и технической политики РСФСР [3].
- 25 декабря 1991 года переименовано в Министерство образования Российской Федерации в связи с изменением наименования государства [4].
- 14 августа 1996 года упразднено с передачей его функций в Министерство общего и профессионального образования РФ [5].

Основным содержанием работы министерства в этот период было проведение школьной реформы, направленной на деидеологизацию, демократизацию и обновление отечественного образования. В 1992 году на основании разработанного в министерстве проекта был принят закон «Об образовании», ключевой в данной области. Начат процесс создания частных учебных заведений. Академия педагогических наук СССР преобразована в Российскую академию образования.
Министры образования Российской Федерации:
1. Днепров, Эдуард Дмитриевич (14 июля 1990 — 4 декабря 1992).
2. Ткаченко, Евгений Викторович (23 декабря 1992 — 14 августа 1996).

### Министерство науки, высшей школы и технической политики Российской Федерации (1991—1993)
- 11 ноября 1991 года образовано как Министерство науки и технической политики РСФСР на базе Государственного комитета РСФСР по делам науки и высшей школы (в части науки) и Государственного комитета СССР по науке и технологиям [6] (в дальнейшем в состав министерства был включен еще ряд бывших ведомств СССР).
- 28 ноября 1991 года в связи с передачей вопросов высшей школы из Министерства образования РСФСР преобразовано в Министерство науки, высшей школы и технической политики РСФСР [3].
- 25 декабря 1991 года (или 16 мая 1992 года) переименовано в Министерство науки, высшей школы и технической политики Российской Федерации в связи с изменением наименования государства [4][7]
- 6 марта 1993 года преобразовано в Министерство науки и технической политики РФ, утратив функции управления высшим и послевузовским образованием, перешедшие ко вновь образованному Госкомвузу РФ [8].

Министр науки, высшей школы и технической политики Российской Федерации:
1. Салтыков, Борис Георгиевич (11 ноября 1991 — 14 августа 1996)

### Государственный комитет по высшему образованию Российской Федерации (1993—1996)
- 6 марта 1993 года образован путём выделения из состава Министерства науки, высшей школы и технической политики РФ [8].
- 14 августа 1996 года упразднен с передачей его функций в Министерство общего и профессионального образования РФ [5].

Председатель Госкомвуза:
1. Кинелёв, Владимир Георгиевич (21 апреля 1993 — 14 августа 1996).

## 1996—2004 годы

### Министерство общего и профессионального образования Российской Федерации (1996—1999)
- 14 августа 1996 года образовано путём объединения Министерства образования Российской Федерации и Госкомвуза [5].
- 30 апреля 1998 года министерству переданы функции упраздненного Государственного высшего аттестационного комитета Российской Федерации [9].
- 25 мая 1999 года преобразовано в Министерство образования Российской Федерации [10].

Министры общего и профессионального образования Российской Федерации:
1. Кинелёв, Владимир Георгиевич (14 августа 1996 — 28 февраля 1998).
2. Тихонов, Александр Николаевич (28 февраля 1998 — 30 сентября 1998).
3. Филиппов, Владимир Михайлович (30 сентября 1998 — 25 мая 1999).

### Министерство образования Российской Федерации (1999—2004)
- 25 мая 1999 года образовано на базе Министерства общего и профессионального образования Российской Федерации [10].
- 17 мая 2000 года министерству переданы функции упраздненного Государственного комитета Российской Федерации по молодежной политике [11].
- 9 марта 2004 года упразднено с передачей функций вновь образованному Министерству образования и науки Российской Федерации [12].

Министр образования Российской Федерации:
1. Филиппов, Владимир Михайлович (25 мая 1999 — 9 марта 2004).

## 2004—2018 годы

### Министерство образования и науки Российской Федерации (2004—2018)
- 9 марта 2004 года образовано вместо упраздненных Министерства образования РФ и Министерства промышленности, науки и технологий РФ со включением в его состав преобразованного Российского агентства по патентам и товарным знакам [12].

Минобрнауки РФ унаследовало все функции Минобразования РФ, частично (в области науки) — Минпромнауки России и включило в свой состав реорганизованный Роспатент, сосредоточив, таким образом, в своих руках функции по правоприменению, управлению и контролю в сферах образования, науки и интеллектуальной собственности. В подчинении министерства с 2004 года находились два федеральных агентства: Федеральное агентство по образованию (Рособразование) (упразднено в 2010 году) и Федеральное агентство по науке и инновациям (Роснаука) (упразднено в 2010 году), и две федеральных службы: Федеральная служба по интеллектуальной собственности, патентам и товарным знакам (Роспатент) (выведена из подчинения министерству в 2011 году) и Федеральная служба по надзору в сфере образования и науки (Рособрнадзор). Из них непосредственно проблемами образования занимались Рособразование и Рособрназдор. В настоящее время в структуре Минобрнауки осталась только одна федеральная служба — Рособрандзор.
Министры образования и науки Российской Федерации:
1. Фурсенко, Андрей Александрович (9 марта 2004 — 21 мая 2012);
2. Ливанов, Дмитрий Викторович (21 мая 2012 — 19 августа 2016).
3. Васильева, Ольга Юрьевна (19 августа 2016 — 15 мая 2018)

#### Федеральное агентство по образованию
- Образовано 9 марта 2004 года как подведомственное Минобрнауки России[12].
- Упразднено 10 марта 2010 года с передачей функций Министерству образования и науки Российской Федерации[13].

Осуществляло управление деятельностью образовательных учреждений общего, профессионального и дополнительного образования по оказанию государственных услуг в области образования; повышением квалификации и переподготовкой научно-педагогических работников государственных учреждений высшего профессионального образования и государственных научных организаций, действующих в системе высшего и послевузовского профессионального образования.
Руководители Рособразования:
1. Балыхин, Григорий Артёмович (13 марта 2004 — 4 октября 2007)
2. Булаев, Николай Иванович (4 октября 2007 — 10 марта 2010).

#### Федеральная служба по надзору в сфере образования и науки
- Образована 9 марта 2004 года как подведомственная Минобрнауки РФ [12].

Осуществляет функции по контролю и надзору в области образования и науки, в частности лицензирование, аттестацию и аккредитацию образовательных учреждений; аттестацию научных и педагогических работников вузов; аттестацию выпускников образовательных учреждений; подтверждение и нострификацию документов об образовании.
Руководители Рособрнадзора:
1. Болотов, Виктор Александрович (13 марта 2004 — 28 марта 2008).
2. Глебова, Любовь Николаевна (28 марта 2008 — 1 ноября 2012).
3. Муравьёв, Иван Александрович (с 3 ноября 2012—2013)
4. Кравцов, Сергей Сергеевич (1 августа 2013 — 21 января 2020)
5. Музаев, Анзор Ахмедович (временно с 21 января 2020, постоянно с 18 августа 2020)

## С 15 мая 2018 года
В мае 2018 года Министерство образования и науки Российской Федерации было реорганизовано с разделением на два ведомства: Министерство просвещения Российской Федерации и Министерство науки и высшего образования Российской Федерации.

### Министерство просвещения Российской Федерации
Министерство осуществляет управление в сфере общего образования, среднего профессионального образования и соответствующего дополнительного профессионального образования, профессионального обучения, дополнительного образования детей и взрослых, воспитания, опеки и попечительства в отношении несовершеннолетних граждан, социальной поддержки и социальной защиты обучающихся, а также функции по оказанию государственных услуг и управлению государственным имуществом в сфере общего образования, среднего профессионального образования и соответствующего дополнительного профессионального образования, профессионального обучения, дополнительного образования детей и взрослых, воспитания.
Министры просвещения Российской Федерации
1. Васильева, Ольга Юрьевна (с 18 мая 2018 по 15 января 2020, и.о. с 15 по 21 января 2020).
2. Кравцов, Сергей Сергеевич (с 21 января 2020 по настоящее время).

### Министерство науки и высшего образования Российской Федерации
Министерство осуществляет функции по выработке и реализации государственной политики и нормативно-правовому регулированию в сфере высшего образования и соответствующего дополнительного профессионального образования, а также научной, научно-технической и инновационной деятельности и развитию федеральных центров науки и высоких технологий, государственных научных центров и наукоградов.
Министры науки и высшего образования Российской Федерации
1. Котюков, Михаил Михайлович (с 18 мая 2018 по 15 января 2020, и.о. с 15 по 21 января 2020).
2. Фальков, Валерий Николаевич (с 21 января 2020 по настоящее время).